# Syngrapha diasema
Syngrapha diasema ist ein Schmetterling (Nachtfalter) aus der Familie der Eulenfalter (Noctuidae).

## Merkmale

### Falter
Die Flügelspannweite der Falter beträgt 34 bis 40 Millimeter. Auf den Vorderflügeloberseiten herrschen aschgraue Färbungen vor. Frisch geschlüpfte Exemplare schimmern leicht violett grau. Im Mittelfeld befindet sich ein charakteristisches silberweißes Zeichen, etwa in Form des Buchstaben Gamma aus dem griechischen Alphabet. Unterhalb des Gamma-Zeichens hebt sich ein sehr dunkles, schwarzbraunes Feld ab. Der Apex ist leicht verdunkelt. Eine Wellenlinie ist nicht oder nur undeutlich erkennbar. Die Hinterflügeloberseite ist schmutzig gelb bis gelbbraun oder hell bräunlich gefärbt und von einer grauschwarzen Saumbinde begrenzt. Der Thorax ist pelzig behaart und mit einigen Haarbüscheln versehen, der Saugrüssel ist gut entwickelt.

### Raupe
Ausgewachsene Raupen haben eine hellgrüne Farbe. Sie zeigen eine dunkelgrüne, weiß eingefasste Rückenlinie, dünne weiße unterbrochene Nebenrückenlinien und gelbweiße Seitenstreifen.

### Ähnliche Arten
Die gleich große Lärchen-Goldeule (Syngrapha ain) zeigt kräftig gelb gefärbte Hinterflügeloberseiten sowie eine deutliche schwarze, stark gezackte Wellenlinie. Hochenwarths Goldeule (Syngrapha hochenwarthi), die Moor-Goldeule (Syngrapha microgamma) sowie Syngrapha devergens sind sämtlich kleiner und besitzen ebenfalls kräftig gelb gefärbte Hinterflügeloberseiten. Die innerasiatischen Exemplare von Syngrapha diasema ähneln der nearktischen Syngrapha orophila.

## Verbreitung und Lebensraum
Syngrapha diasema kommt in Fennoskandinavien, sowie in subalpinen Lagen und tundraähnlichen Gebieten Russlands, Zentralasiens und im Norden Nordamerikas vor. In Europa besiedelt die Art Höhenstufen zwischen 400 und 900 Metern. Sie fehlt jedoch in den Alpen.

## Lebensweise
Die nachtaktiven Falter von Syngrapha diasema bilden eine Generation pro Jahr, die in den Sommermonaten fliegt. Sie saugen gerne an den Blüten von Weidenröschen (Epilobium), Leimkräutern (Silene), Nelkenwurzen (Geum) und Jakobsleitern (Polemonium) und besuchen künstliche Lichtquellen.  Die Raupen ernähren sich bevorzugt von den Blättern verschiedener Birken- (Betula), Heidelbeeren- (Vaccinium) und Pappel-Arten (Populus). Sie überwintern.